# Leprosorium von Saint-Bernard

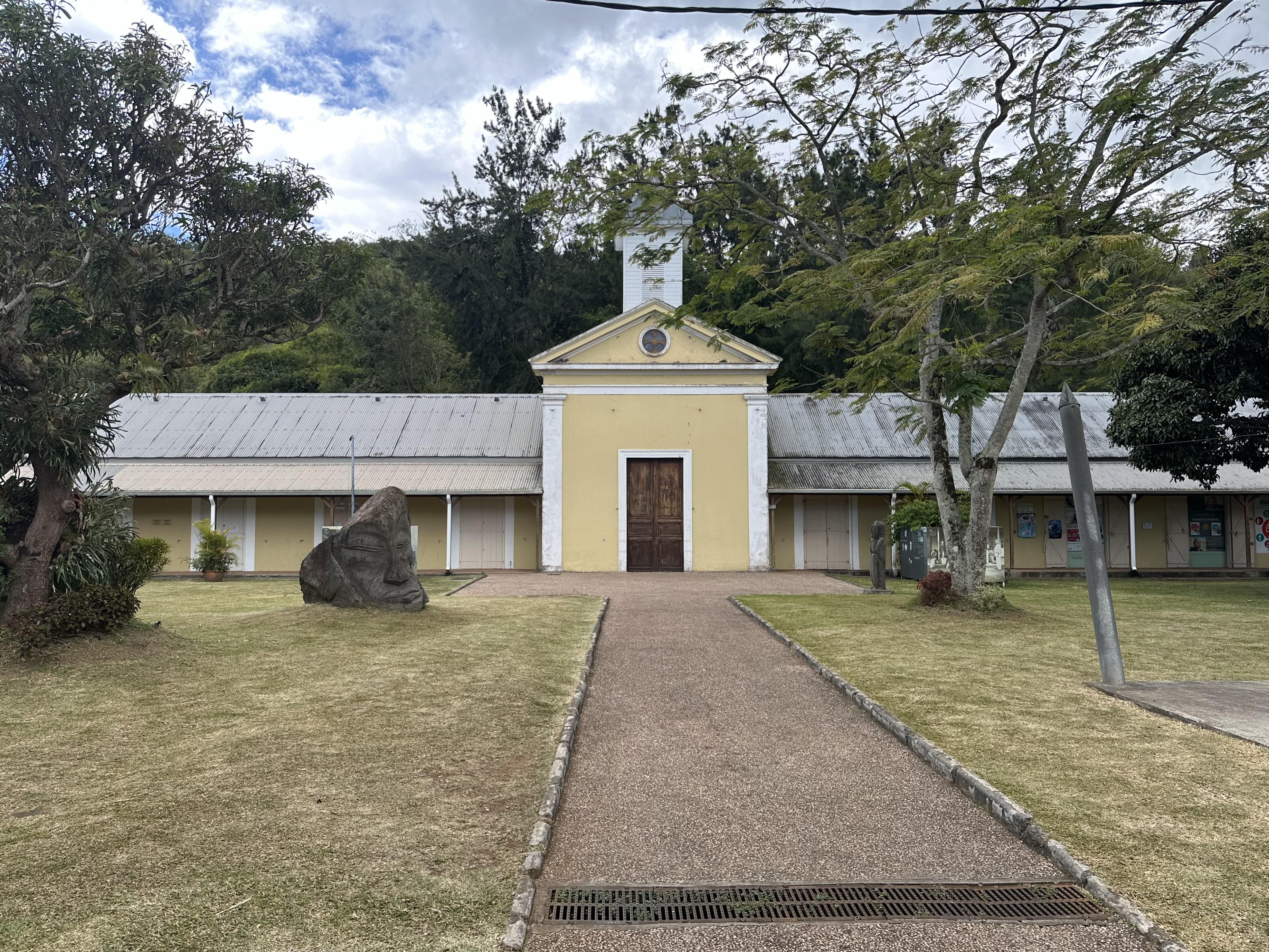
Leprosorium von Saint-Bernard, Blick vom Eingang zum Ostflügel mit Glockenturm, 2024

Das Leprosorium von Saint-Bernard (französisch Léproserie de Saint-Bernard) ist ein denkmalgeschütztes historisches Leprosorium auf der im Indischen Ozean gelegenen französischen Insel Réunion.

## Lage

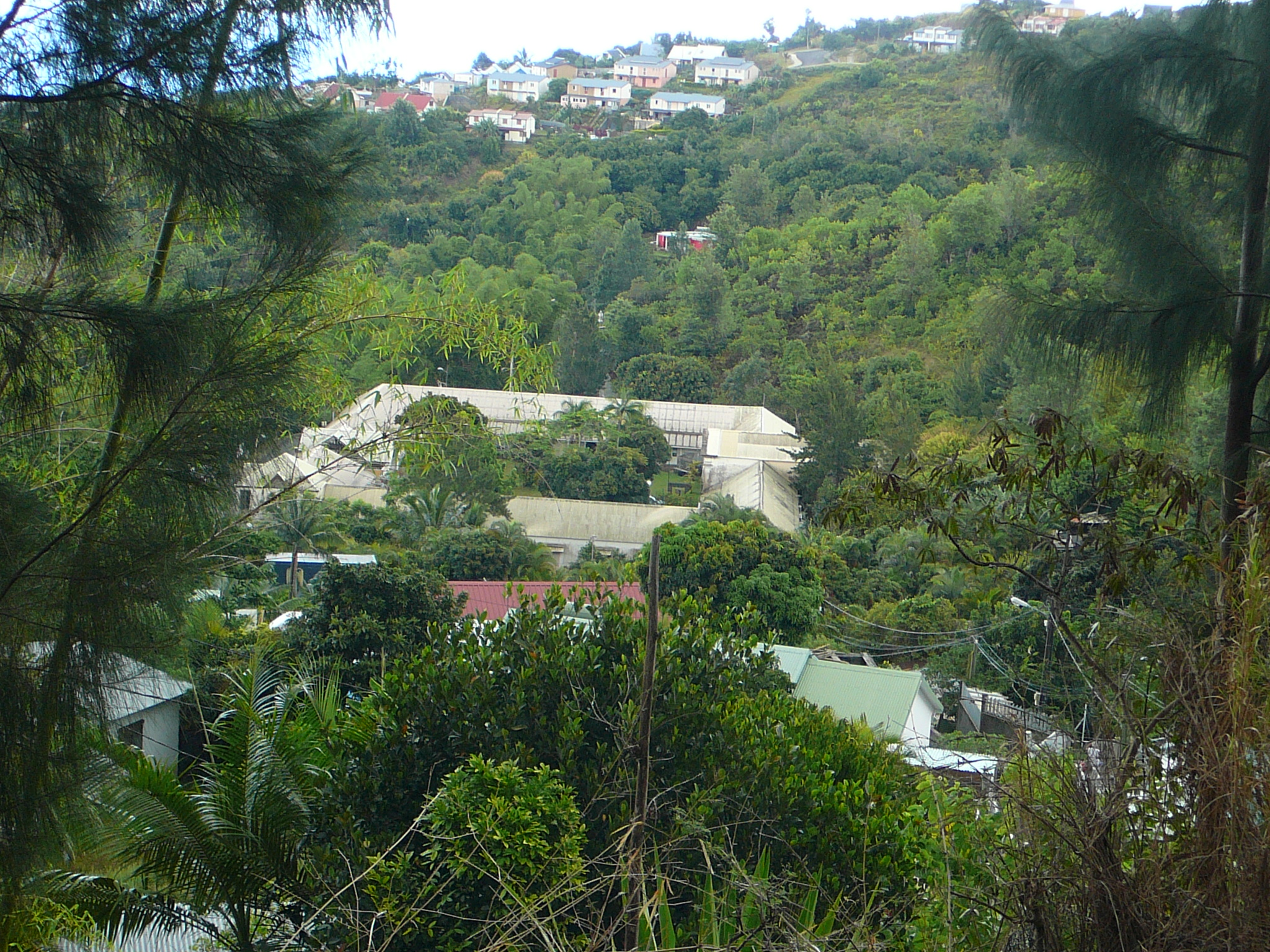
Blick auf die Anlage, 2011

Das Leprosorium befindet sich im zur Stadt Saint-Denis gehörenden Ortsteil Saint-Bernard an der Adresse 164, chemin du Père-Raimbault.

## Geschichte

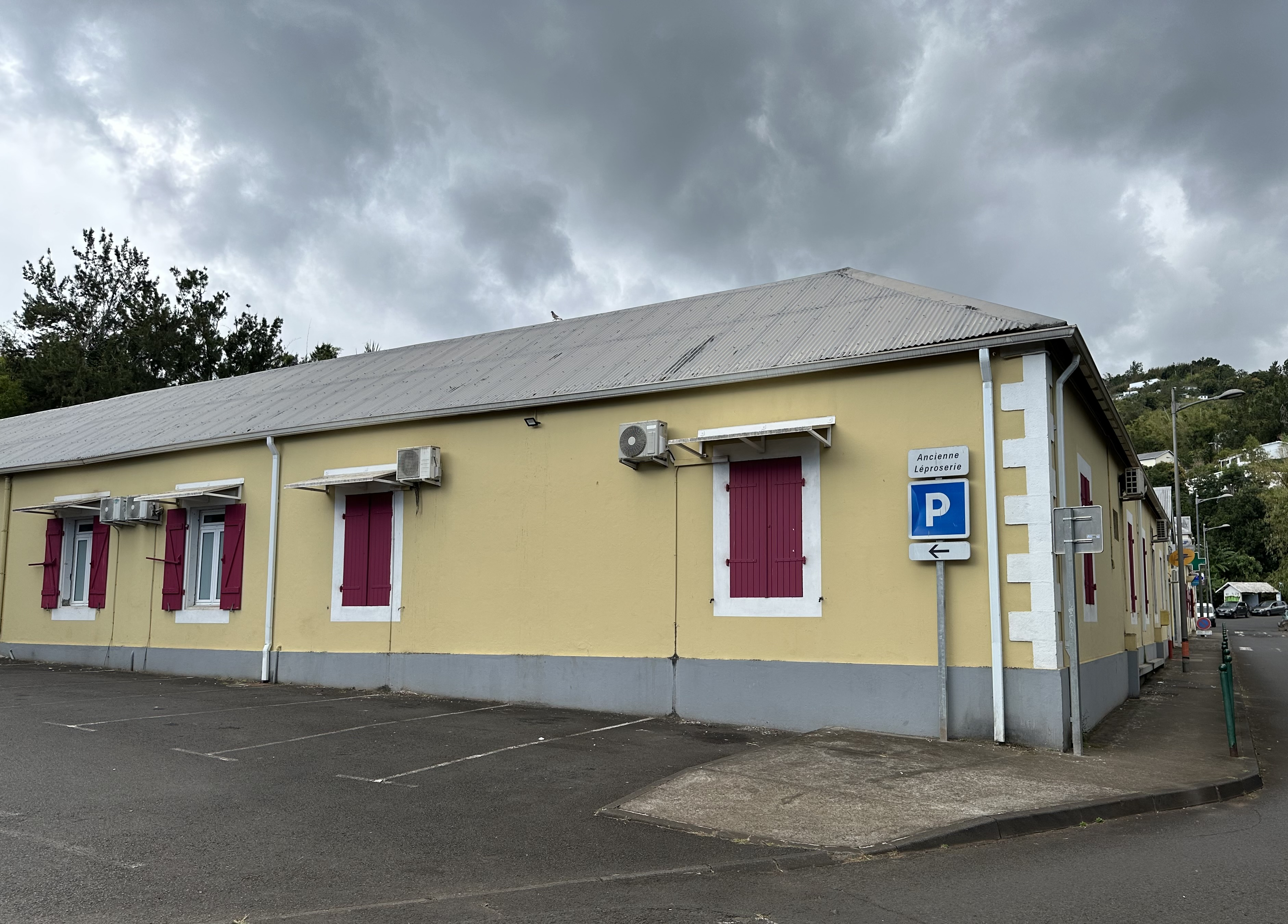
Nordwestliche Ecke

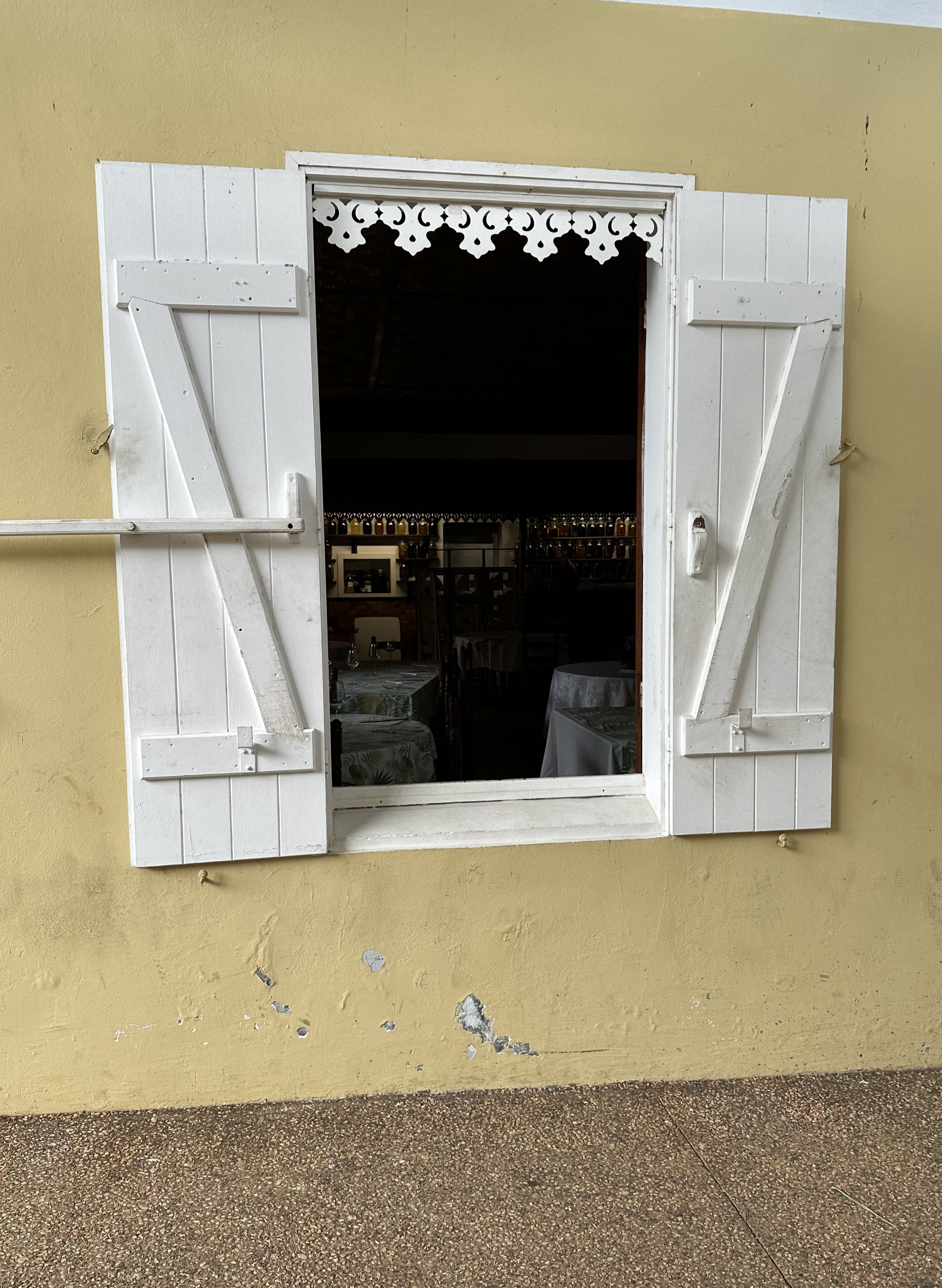
Fenster des Restaurants

Die ersten Fälle von Lepra traten auf Réunion im Jahr 1726 auf. Erst 1840 wurde jedoch seitens einer Kommission die Einrichtung einer Leprastation an einem entlegenen Ort vorgeschlagen. 1850 häuften sich die Beschwerden über die Zustände und Sorgen über die Verbreitung der Krankheit. Im Jahr 1852 wurden 107 Leprakranke auf Réunion gezählt. Am 25. Februar 1852 entschied der Gouverneur Louis Isaac Hilaire Doret per Erlass die Einrichtung einer Leprastation an der Mündung der Ravine à Jacques, nordwestlich unterhalb des Dorfes Saint-Bernard. Bei einem Besuch des Amtsnachfolgers Hubert De Lisle am 21. September 1853 in der Leprastation stellte sich die humanitäre Situation in der Station jedoch als katastrophal dar. Es erfolgte eine Verlegung nach Saint-Denis, die aber aufgrund des so engeren Kontakts zur gesunden Bevölkerung als ungeeignet betrachtet wurde.
Das Ehepaar Jacquin schenkte der Kolonie im Jahr 1854 ein Grundstück in Saint-Bernard, damit dort eine neue Einrichtung gebaut werden konnte. Der Neubau wurde laut Fondation Clément 1855 fertiggestellt. Andere Quellen geben einen frühen Brand und eine Neuerrichtung im Jahr 1856 an.
Betrieben wurde die Einrichtung durch Ordensschwestern, die unregelmäßig von Ärzten unterstützt wurden. 1935 übernahm der Pater Clément Raimbault, der zuvor auf Madagaskar tätig gewesen war, die Station. Er soll sich insgesamt um etwa 5000 Menschen, darunter 1200 Leprakranke, gekümmert haben, die von weither die Einrichtung aufsuchten.
In den 1940er Jahren kam es mehrfach zu Schäden durch Zyklone. 1948 wurde die Anlage durch einen Zyklon schwer beschädigt, bei dem mehrere Ordensschwestern umkamen und auch Pater Raimbault verletzt wurde. Er starb 1949 und wurde in einem Mausoleum auf dem Gelände beigesetzt. Im Rahmen der Instandsetzungsarbeiten wurde die Eindeckung der Gebäude mit Schindeln durch Blechdächer ersetzt.
1981 lebten noch fünf Leprakranke im Leprosorium, das dann jedoch 1982 geschlossen wurde. Es war das letzte Leprosorium Frankreichs. Die letzten Leprakranken wurden in ihren Wohnungen behandelt. Die Stadt Saint-Denis erwarb die Anlage 1986 vom Departement Réunion und nutzte es zu einem Dienstleistungszentrum um. Neben Geschäften befinden sich im Objekt ein Restaurant und mehrere Arztpraxen.
Seit dem 17. Dezember 2015 ist das Leprosorium als Monument Historique ausgewiesen. Auf Schautafeln wird an Ort und Stelle über die Geschichte des Anwesens informiert.

## Architektur
Die Anlage umfasst vier Flügel in massiver Bauweise, die sich um einen 450 m² großen Innenhof gruppieren. Die Fassade ist im Stil des Klassizismus gestaltet. Der Eingang zum Komplex wurde in der Mitte auf der Westseite angelegt. Er kann durch ein hölzernes Tor verschlossen werden. Direkt gegenüber dem Eingang befindet sich am Ostflügel ein Giebel, der von einem kleinen Glockenturm bekrönt wird. Zur Anlage gehörte auch eine hölzerne Kapelle, die außerhalb des Komplexes angelegt, jedoch zur ausschließlichen Nutzung durch die Leprakranken vorgesehen war. Außerdem bestand ein Gefängnis mit vier Zellen für verurteilte oder ungehorsame Leprakranke. Der Friedhof der Kolonie lag ursprünglich im Innenhof, er wurde jedoch vermutlich Ende des 19. Jahrhunderts an seinen heutigen Standort nordwestlich der Anlage verlegt.
Anfang des 20. Jahrhunderts wurde eine neue Kapelle, diesmal im Gebäudekomplex selbst, errichtet.